# Altfredo de Hildesheim
Alfredo de Hildesheim, también conocido como Altfrid (800 - 15 de agosto de 874) fue un clérigo relevante del siglo IX. Fue obispo de Hildesheim y fundó la Abadía de Essen, origen de la ciudad actual de Essen. Aparte de su obra intelectual fue un consejero cercano del rey de Francia Oriental Luis el Germánico.
Su fiesta se conmemora el 15 de agosto. Fue el cuarto obispo de Hildesheim siendo consagrado hacial el año 845, siguió la regla de San Agustín y se ganó gran fama por pacificar las distintas facciones carolingias enfrentadas en aquellos momentos por controlar el imperio. Se le atribuye el inicio de la construcción de la catedral dedicada a la virgen María en Hildeseheim. Se cree que murió mártir.